# Ghoomar
Ghoomar è un brano musicale della cantante indiana Shreya Ghoshal, prima traccia della colonna sonora del film Padmaavat, pubblicato il 25 ottobre 2017 dalla T-Series.
Il brano contiene musiche di Sanjay Leela Bhansali e testi di A. M. Turaz e Swaroop Khan.